# Poliedro de Goldberg
| GP(1,4)= {5+,3}1,4                         | GP(4,4)= {5+,3}4,4 |
| GP(7,0)= {5+,3}7,0                         | GP(3,5)= {5+,3}3,5 |
| GP(10,0)= {5+,3}10,0 Equilátero y esférico |                    |

En matemáticas, y más específicamente en combinatoria poliédrica, un poliedro de Goldberg es un politopo convexo cuyas caras son hexágonos y pentágonos. Fueron descritos por primera vez en 1937 por Michael Goldberg (1902-1990). Están definidos por tres propiedades: cada cara es un pentágono o un hexágono, exactamente tres caras se encuentran en cada vértice y tienen simetría icosaédrica. No poseen necesariamente simetría especular; y por ejemplo GP(5,3) y GP(3,5) son quirales uno respecto al otro. Un poliedro de Goldberg es un poliedro conjugado de una esfera geodésica.
Una consecuencia de la característica de Euler es que un poliedro de Goldberg siempre tiene exactamente doce caras pentagonales. La simetría icosaédrica asegura que los pentágonos sean siempre regulares y que siempre haya 12 de ellos. Si los vértices no están restringidos a una esfera, el poliedro se puede construir con caras planas equiláteras (pero no en general equiangulares).
Ejemplos simples de poliedros de Goldberg incluyen el dodecaedro y el icosaedro truncado. Se pueden describir otras formas realizando el movimiento del caballo de ajedrez de un pentágono al siguiente: primero se deben dar m en una dirección; luego se debe girar 60° a la izquierda; y finalmente de deben dar n pasos. Tal poliedro se denota GP(m,n). Un dodecaedro es GP(1,0) y un icosaedro truncado es GP(1,1).

Se puede aplicar una técnica similar para construir poliedros con simetría tetraédrica y simetría octaédrica. Estos poliedros tendrán triángulos o cuadrados en lugar de pentágonos. Estas variaciones tienen subíndices de números romanos que indican el número de lados en las caras que no son hexagonales: GPIII(n,m), GPIV(n,m), y GPV(n,m).

## Elementos
El número de vértices, aristas y caras de GP(m,n) se puede calcular a partir de m y n, con T  = m2 + mn + n2 = (m + n)2 − mn, dependiendo de uno de los tres sistemas de simetría.
El número de caras no hexagonales se puede determinar utilizando la característica de Euler, como se demuestra en el artículo correspondiente.
| Simetría       | Icosaédrica                    | Octaédrica                | Tetraédrica                     |
| -------------- | ------------------------------ | ------------------------- | ------------------------------- |
| Base           | Dodecaedro GPV(1,0)= {5+,3}1,0 | Cubo GPIV(1,0)= {4+,3}1,0 | Tetraedro GPIII(1,0)= {3+,3}1,0 |
| Imagen         | Dodecaedro                     | Cubo                      | Tetraedro                       |
| Símbolo        | GPV(m,n)= {5+,3}m,n            | GPIV(m,n)= {4+,3}m,n      | GPIII(m,n)= {3+,3}m,n           |
| Vértices       | {\displaystyle 20T}            | {\displaystyle 8T}        | {\displaystyle 4T}              |
| Aristas        | {\displaystyle 30T}            | {\displaystyle 12T}       | {\displaystyle 6T}              |
| Caras          | {\displaystyle 10T+2}          | {\displaystyle 4T+2}      | {\displaystyle 2T+2}            |
| Caras por tipo | 12 {5} y 10(T − 1) {6}         | 6 {4} y 4(T − 1) {6}      | 4 {3} y 2(T − 1) {6}            |

## Construcción
La mayoría de los poliedros de Goldberg se pueden construir utilizando la notación de poliedros de Conway a partir de semillas de (T)etraedro, (C)ubo y (D)odecaedro. El operador achaflanado, c, reemplaza todas las aristas por hexágonos, transformando GP(m,n) a GP(2m,2 n), con un multiplicador T de 4. El operador kis truncado, y = tk, genera GP(3,0), transformando GP(m, n) a GP(3m,3n), con un multiplicador T de 9.
Para formas de clase II, el operador dual kis, z = dk, transforma GP(a,0) en GP(a,a), con un multiplicador T de 3. Para formas de clase III, el operador girado, w, genera GP(2,1), con un multiplicador T de 7. Un generador de girado en sentido horario y antihorario, ww = wrw genera GP(7,0 ) en la clase I. En general, un girado puede transformar un GP(a,b) en GP(a + 3b,2ab) para a > b y la misma dirección quiral. Si se invierten las direcciones quirales, GP(a,b) se convierte en GP(2a + 3b,a − 2b) si a ≥ 2b, y GP(3a + b,2b − a) si a < 2b.

## Ejemplos
| Frecuencia             | (1,0)              | (2,0)                  | (3,0) | (4,0) | (5,0) | (6,0) | (7,0) | (8,0) | (m,0) |
| T                      | 1                  | 4                      | 9     | 16    | 25    | 36    | 49    | 64    | m2    |
| ---------------------- | ------------------ | ---------------------- | ----- | ----- | ----- | ----- | ----- | ----- | ----- |
| Icosaédrico (Goldberg) | Dodecaedro regular | Dodecaedro achaflanado |       |       |       |       |       |       | más   |
| Octaédrico             | Cubo               | Cubo achaflanado       |       |       |       |       |       |       | más   |
| Tetraédrico            | Tetraedro          | Tetraedro achaflanado  |       |       |       |       |       |       | más   |

| Frecuencia             | (1,1)              | (2,2) | (3,3) | (4,4) | (5,5) | (6,6) | (7,7) | (8,8) | (m,m) |     |
| T                      | 3                  | 12    | 27    | 48    | 75    | 108   | 147   | 192   | 3m2   |     |
| ---------------------- | ------------------ | ----- | ----- | ----- | ----- | ----- | ----- | ----- | ----- | --- |
| Icosaédrico (Goldberg) | Icosaedro truncado |       |       |       |       |       |       |       |       | más |
| Octaédrico             | Octaedro truncado  |       |       |       |       |       |       |       |       | más |
| Tetraédrico            | Tetraedro truncado |       |       |       |       |       |       |       | más   |     |

| Frecuencia             | (1,2) | (1,3) | (2,3) | (1,4) | (2,4) | (3,4) | (5,1) | (m,n)    |
| T                      | 7     | 13    | 19    | 21    | 28    | 37    | 31    | m2+mn+n2 |
| ---------------------- | ----- | ----- | ----- | ----- | ----- | ----- | ----- | -------- |
| Icosaédrico (Goldberg) |       |       |       |       |       |       |       | más      |
| Octaédrico             |       |       |       |       |       |       |       | más      |
| Tetraédrico            |       |       |       |       |       |       |       | más      |